# Francesc Pignatelli i d'Aimeric
Francesc Pignatelli i d'Aimeric   (Barcelona, 23 de febrer de 1687 - Compiègne, 14 de juliol de 1751) fou un militar i diplomàtic català, capità general d'Aragó i ambaixador de Felip V d'Espanya al regne de França.

## Biografia
Era fill del napolità Domenico Pignatelli i Vagher, marquès de San Vicente, i de la catalana Anna Maria Francesca d'Aimeric-Cruïlles de Santa Pau i d'Argençola. Ingressà als Reials Exèrcits el 1698 i en 1708 assolí el grau de coronel. El 1719 ascendí a brigadier i el 1728 va ingressar a l'Orde d'Alcántara. El 1735 fou nomenat governador militar de Badajoz i en 1737 de Saragossa. De 1738 a 1740 fou nomenat capità general d'Aragó, càrrec que tornaria a ocupar en 1741. El deixà quan marxà a lluitar a la guerra de successió austríaca defensant la causa de Felip I de Parma. El 1748, després de la pau d'Aquisgrà, va tornar a Espanya i fou nomenat comandant general de la costa de Granada. Pocs mesos després, però, fou nomenat ambaixador espanyol a la cort francesa per substituir Fernando de Silva y Álvarez de Toledo el febrer de 1749. Durant el seu càrrec va participar de les intrigues entre el marquès de l'Ensenada i madame de Pompadour. El juliol del 1751 va emmalaltir i va morir a la seva residència de Compiègne el 14 d'aquell mes.
El 1722 es va casar amb la barcelonina Maria Francesca de Rubí i Corbera, baronessa de Llinars i filla del marquès de Rubí. Una de les seves filles, Marianna Pignatelli i Rubí, heretaria el marquesat.